# Ħal Kirkop
Ħal Kirkop – ou plus simplement Kirkop – est une localité de Malte d'environ 2 200 habitants, située dans le sud de Malte, lieu d'un conseil local (Kunsilli Lokali) compris dans la région (Reġjun) Xlokk.

## Paroisse
La paroisse est dédiée à saint Léonard. Outre la fête de ce dernier, une fête secondaire est célébrée dans le village pendant l'été.

### Église
- Église Saint-Léonard-de-Noblac de Kirkop

## Géographie
|        | Luqa       |          |
| Mqabba | Ħal Kirkop | Ħal-Safi |
|        | Żurrieq    |          |

## Activités économiques
À Kirkop se trouve l'usine de ST Microelectronics, dont la production équivaut à près de 60 % des exportations maltaises[réf. nécessaire].

## Jumelages
- Rousset (France)

## Sources
- (mt) Alfie Guillaumier, Bliet u Rħula Maltin (Villes et villages maltais), Klabb Kotba Maltin, Malte, 2005.
- (en) Juliet Rix, Malta and Gozo, Brad Travel Guide, Angleterre, 2013.
- Alain Blondy, Malte, Guides Arthaud, coll. Grands voyages, Paris, 1997.